# 步古沟镇
步古沟镇，是中华人民共和国河北省承德市隆化县下辖的一个乡镇级行政单位。

## 行政区划
步古沟镇下辖以下地区：
步古沟村、碑梁村、三屋村、小台营村、北岔村、上城子村、东曹碾沟村、西庙宫村、小东沟村、南岔村、东阿超村、下城子村、下西沟村和柳沟营村。